# Електропневматичні гальма
Електропневматичні гальма (ЕПГ, рос. ЭПТ) — комплекс електричних і пневматичних пристроїв, в якому управління здійснюється за допомогою електричного струму, а як джерело енергії для гальмування використовується тиск стисненого повітря.

## Переваги та недоліки ЕПГ
На пасажирському рухомому складі Російських залізниць застосовується прямодіюче неавтоматичне ЕПГ, що забезпечує гальмування з розрядкою і без розрядки ТМ і складається з однієї гальмової магістралі, приладів живлення і управління ЕПГ і електроповітророзподільника, встановлених на кожній одиниці рухомого складу і з'єднаних електричними проводами з приладами живлення та управління.
ЕПГ, в порівнянні з пневматичними гальмами, мають істотні переваги:
- скорочення гальмівного шляху і підвищення плавності гальмування за рахунок одночасності спрацьовування гальм в поїзді і зменшення часу наповнення ТЦ;
- гнучке регулювання гальмівної сили, висока точність зупинки поїзда — тобто краща керованість гальмами за рахунок наявності ступеневого відпуску;
- практична невичерпність в дії, тобто можливість гальмування без розрядки ТМ і поповнення запасних резервуарів з гальмової магістралі через розподільники повітря;
- при гальмуванні ЕПГ тиск в ТЦ не залежить від величини виходу штока.

Використовувані в даний час ЕПГ мають також низку недоліків:
- неавтоматичність дії (так, наприклад, при втраті живлення ЕПГ при службовому гальмуванні відбувається мимовільний відпуск);
- відносно низька надійність;
- відсутність обмеження граничного тиску в ТЦ при тривалій витримці РКМ в положенні VA.